# Bilozerka (Chersonská oblast)
Bilozerka (ukrajinsky Білозерка, rusky Белозёрка – Belozjorka) je sídlo městského typu v Chersonské oblasti na Ukrajině. K roku 2023 v ní žilo bezmála pět tisíc obyvatel.

## Poloha a doprava
Bilozerka leží na západním břehu Bílého jezera, které patří do delty Dněpru a je kanálem spojeno s Dněprem. Je vzdálena přibližně patnáct kilometrů západně od Chersonu. Leží jen pár kilometrů jihozápadně od Chersonského mezinárodního letiště, které má ale oficiální příjezdovou cestu od severovýchodu.

## Dějiny
Bilozerka byla založena v roce 1780 a původně se nazývala Skadovka (Скадовка). Pak se jí od roku 1798 říkalo Ivanivka (Іванівка).
Během druhé světové války od 17. srpna 1941 do 14. března 1944 byla obec pod německou okupací.
V roce 1956 získala status sídla městského typu a jméno Bilozerka.
Do správní reformy roku 2020 byla střediskem svého, Bilozerského rajónu.
Během prvních týdnů ruské invaze na Ukrajinu byla Bilozerka obsazena ruskou armádou. Dne 14. března 2022 se v Bilozerce konal mírový pochod proti ruské okupaci, který byl ukončen ruskými vojáky střelbou do vzduchu. Dne 23. května 2022 byli v důsledku ostřelování Bilozerky ukrajinskými ozbrojenými silami zabiti dva civilisté, včetně 14letého dítěte. Zraněno bylo asi deset lidí a více než deset domů bylo poškozeno.

### Rodáci
- Mykola Lvovyč Skadovskyj (1845–1892), malíř
- Sergej Fedorovič Bondarčuk (1920–1994), režisér, scenárista a herec
- Regina Zigmanto Kaliničenko (* 1985), házenkářka